# La Pedraja de Portillo
La Pedraja de Portillo è un comune spagnolo di 1 137 abitanti situato nella comunità autonoma di Castiglia e León.